# Импактор
Импактор (лат. impingo, impactum — толкать, вталкивать) — устройство для принудительного фракционного осаждения частиц аэрозоля с целью последующего определения их количества и размеров или для разделения частиц в объемном потоке газа.
Применяется при исследовании запыленности (зараженности) воздуха.
Определение массы частиц производится методом гравиметрического анализа, количество частиц определяется взвешиванием до и после измерения. Разница заключается в весе осаждённых частиц.
Дисперсионные анализы, выполненные с помощью каскадных импакторов, сводятся к определению относительной доли и размеров частиц, осевших в каждом каскаде после отбора через прибор пробы газа. Размеры частиц находят, используя известную из калибровки прибора зависимость эффективности осаждения частиц от числа Стокса.
Простой принцип действия позволяет разрабатывать каскадные импакторы весьма различными по своему конструктивному оформлению, для того чтобы тот или иной прибор наиболее полно отвечал основным условиям его применения. Среди существующего многообразия конструкций следует отличать приборы, основным назначением которых является отбор проб из газоходов промышленных предприятий.

## Типы конструкций
Различаются по типу конструкций:
- Каскадный импактор
- Импактор низкого давления
- 7-ступенчатый каскадный импактор Next Generation (NGI)
- Импактор Бернера или бернский
- Импактор Андерсона